# Первомайское (Ханкайский район)
В Михайловском районе Приморья тоже есть село Первомайское
Первома́йское — село в Ханкайском районе Приморского края России.
Входит в состав муниципального образования Сельское поселение Первомайское, в который входят сёла Первомайское, Рассказово, Кировка.

## История
В 1929 году здесь была создана коллективная артель «Красный пулемётчик», а чуть позже «Червонное казачество», располагавшаяся вдоль китайской границы. Через несколько месяцев приехали около тысячи переселенцев с Украины, государство выделило около сотни американских тракторов, доставили из Сибири 500 голов лошадей.
В 1934 году коммуна была преобразована в колхоз «Червонное казачество». Во время Великой Отечественной войны 76 жителей села ушли на фронт, вернулось всего 29. После окончания войны колхоз снова начал крепнуть. В нём имелось две пасеки, овцеферма, разводилась птица, росли свиньи и крупный рогатый скот. В 1955 году колхоз стал миллионером. В 1960 году село Первомайское вошло в состав совхоза «Новокачалинский». В марте 1971 года на базе сёл Первомайское и Рассказово был создан совхоз «Просторы». В 1997 году в селе Первомайском на базе детского сада открылся районный социально-реабилитационный центр для детей из неблагополучных семей..

## Название
Первые переселенцы приехали в эти места перед первомайскими праздниками, было решено назвать село Первомайским.

## Население
| 2002 | 2005 | 2010 |
| ---- | ---- | ---- |
| 616  | ↘606 | ↘596 |

Население села — преимущественно русские и украинцы.